# Manfred Lohöfener

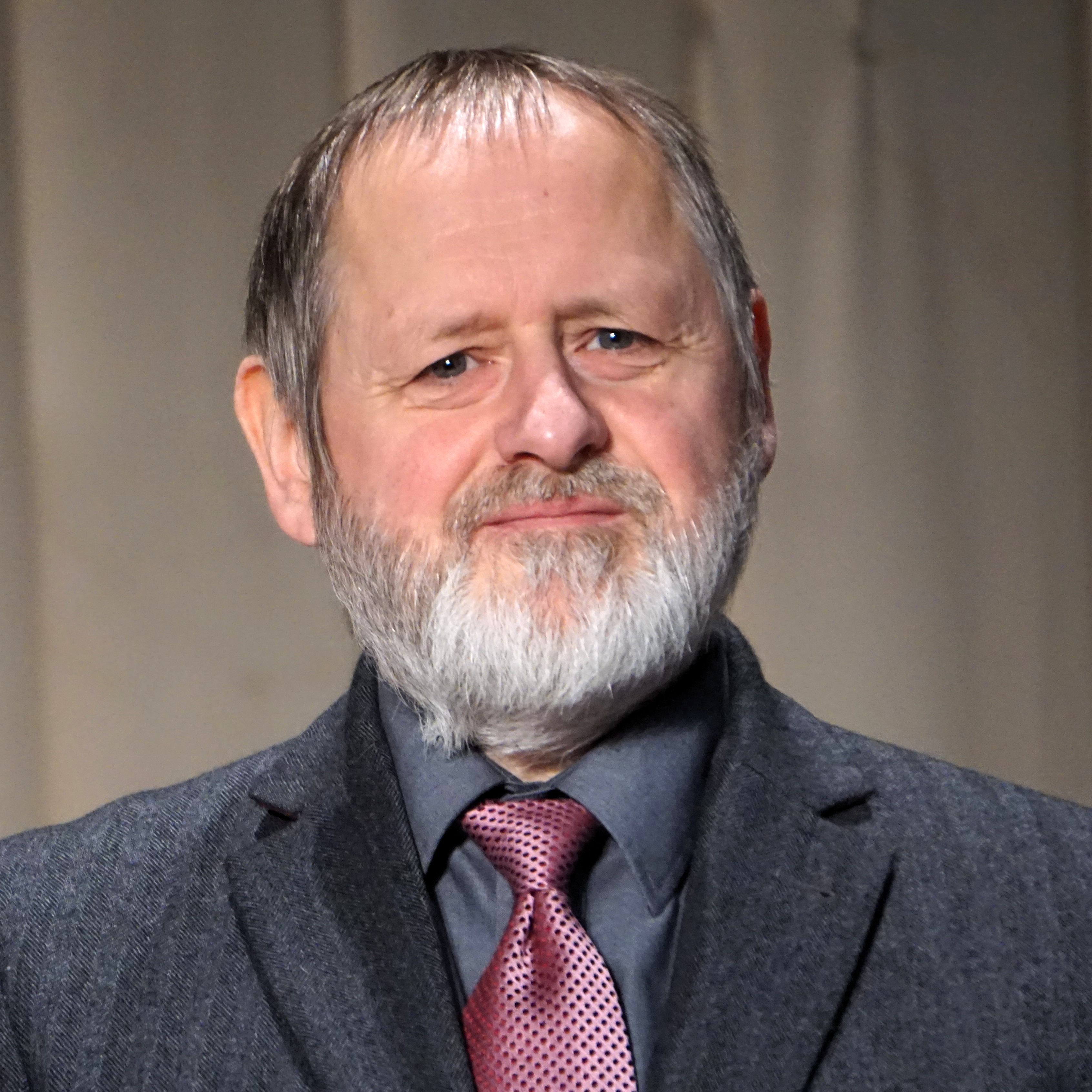
Manfred Lohöfener

Manfred Lohöfener (* 7. Februar 1956 in Halle (Saale)) ist ein deutscher Ingenieur und Professor für mechatronische Systeme.

## Leben
Manfred Lohöfener wurde als jüngstes von drei Geschwistern in Halle (Saale) geboren und ist hier aufgewachsen. Sein Vater Wilfried Lohöfener (1918–1995), war Drogist und Buchhalter, seine Mutter Rosemarie Lohöfener, geb. Schuchardt (1919–1998) war Großhandelskauffrau.
Lohöfener besuchte von 1962 bis 1972 die Polytechnische Oberschule (POS) Steintor „Julius Fucik“. Anschließend absolvierte er bis 1975 eine Berufsausbildung zum Maschinen- und Anlagenmonteur mit Abiturabschluss im Betrieb Pumpenwerke Halle (Saale). Nach Grundwehrdienst und Berufstätigkeit als Pumpenbauer im Betrieb Pumpenwerke Halle nahm er im Jahre 1977 sein Direktstudium in der Fachrichtung „Technische Kybernetik und Automatisierungstechnik“ des Studienganges Elektrotechnik an der Technischen Hochschule Leipzig (TH Leipzig) auf. Lohöfener erreichte im Jahre 1981 seinen Abschluss als Diplom-Ingenieur (Dipl.-Ing.) für Automatisierungstechnik an der Sektion Automatisierungsanlagen (Direktor: Werner Richter).

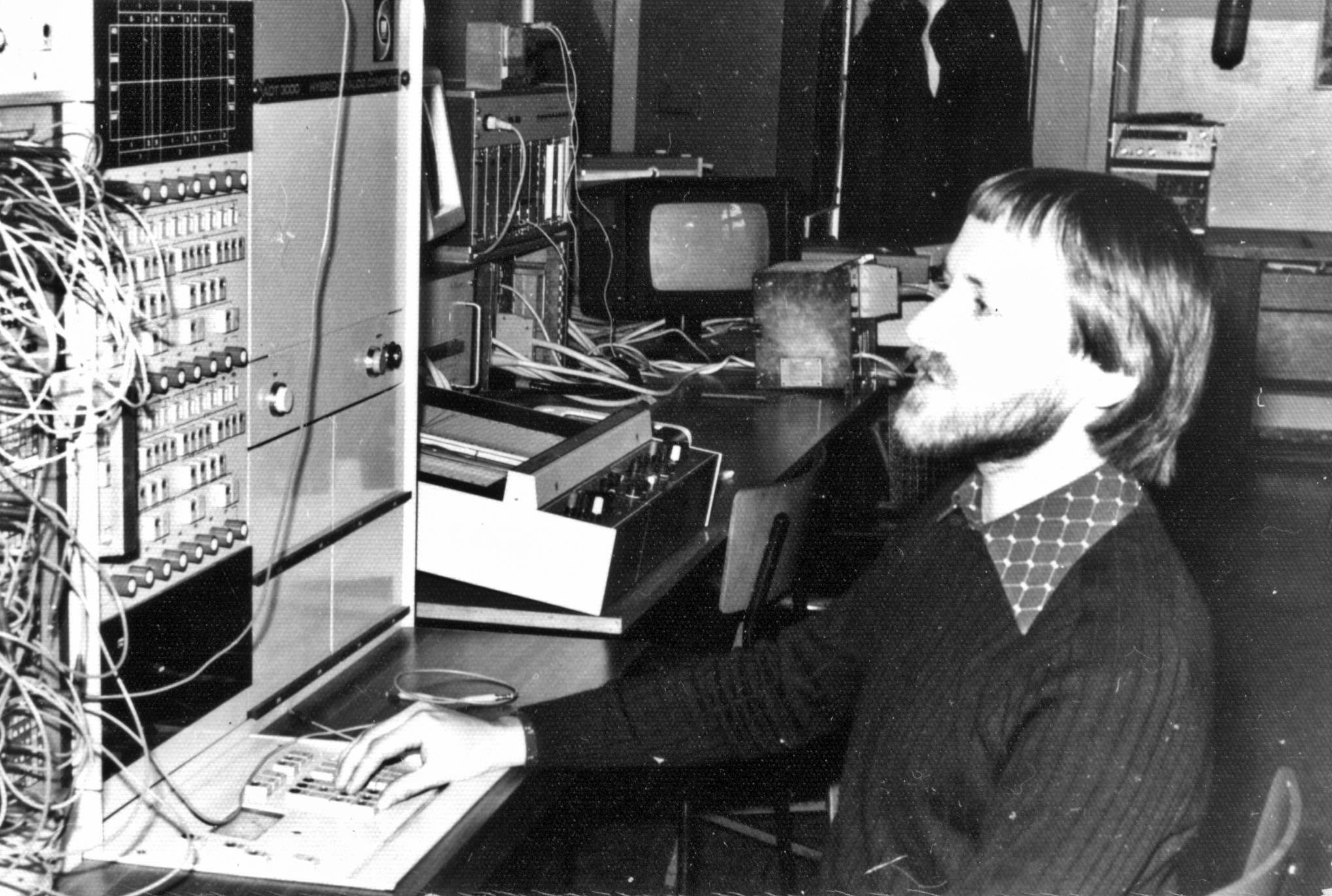
Lohöfener mit dem Hybrid-Analogrechner ADT 3000, gekoppelt mit Mikrorechnersystem K 1520 bei der modellgestützten Untersuchung moderner Regelungsverfahren an der Technischen Hochschule Leipzig; 1983

Von 1981 bis 1984 schloss er ein Forschungsstudium an der Technischen Hochschule Leipzig, Sektion Automatisierungsanlagen, Wissenschaftsbereich Regelungstechnik (Leiter: Herbert Ehrlich) an. 1986 erfolgte seine Promotion  als Doktor-Ingenieur (Dr.-Ing.) auf dem Gebiet Automatisierungstechnik zur Thematik „Algorithmen für Selftuning-Regler“ an der TH Leipzig, Sektion Automatisierungsanlagen (Gutachter: Klaus-Peter Schulze, TH Leipzig; Ulrich Korn, TU Magdeburg; Karl Hormann, Universität Rostock).
Seine weitere berufliche Tätigkeit führte ihn von 1984 bis 1989 als Software-Entwicklungsingenieur in den Bereich Entwicklung und Konstruktion des Betriebes Polygraph Druckmaschinenwerke Leipzig. Von 1989 bis 1994 war er Leiter der Abteilung Softwareentwicklung und Automatisierung im Bereich Entwicklung und Konstruktion der zirkon Druckmaschinen GmbH Leipzig. Er war befasst mit der Projektierung der Steuerungsanlage für eine neuzuentwickelnde, hochautomatisierte Rollenrotations-Offsetdruckmaschine (Konzept und Pflichtenheft für Hard- und Software, Projektierung und Programmierung, Serieneinführung und Dokumentation) mit Hilfe von SPS Simatic S5 und Motorola-Industrierechnern. Schwerpunkte waren Steuerungsabläufe, Fernverstellfunktionen und Regelungen sowie die Anlagenführung mit Leitstand (Entwicklung der Bedienoberfläche mit Grafikbildschirm-Masken).
Von 1995 bis 1999 war er als Projektleiter bei Dr.-Ing. Reinhard Steinbruch Immobilien Leipzig tätig. Seine Arbeit als Projektleiter und Büroleiter zielte auf die Entwicklung und Vermarktung eines Systems von automatischen Geräten zur Oberflächenbearbeitung am Bau. Der Vertrieb sollte über die Firma Dr.-Ing. Reinhard Steinbruch Immobilien erfolgen. Hier war er mit der Erarbeitung von Innovationsförderungs-Konzepten und mit Aufgaben der Projekt- und Büroleitung sowie Geschäftsführung tätig. Von 1997 bis 2002 war Lohöfener Geschäftsführer der WET Wolfswinkel Erschließungsträgergesellschaft mbH.
Hieran schloss sich von 1999 bis 2000 seine Tätigkeit als Entwicklungsingenieur im ESA Elektroschaltanlagenbau Grimma GmbH an. Er war mit der FuE-Projektleitung einer neuen Generation von mikrocontrollergesteuerten, busgekoppelten Schaltgeräten und Bedien- und Meldetableaus betraut und hatte hier die Federführung für die Forschungskooperation, die Pflichtenheft-Erstellung, den Hardwareentwurf und die Softwareentwicklung.
Als Projektleiter im Pavillon der Hoffnung in Leipzig e. V. war er von 2000 bis 2001 tätig. Er legte die Grundlage für eine Projektentwicklung, die im Erwerb und in einer Umnutzung der Messehalle 14 auf der Alten Messe Leipzig als Ökumenisches Zentrum 2008 ihren Abschluss fand.
Lohöfener ist mit der Kinderdiakonin und Diplom-Sozialpädagogin (Dipl.-Soz.päd.) Christiane Lohöfener, geb. Philipp (* 1955) seit 1983 verheiratet. Sie haben vier erwachsene Kinder, die in technischen Berufen bzw. in der Medizin tätig sind.

## Hochschullehrer

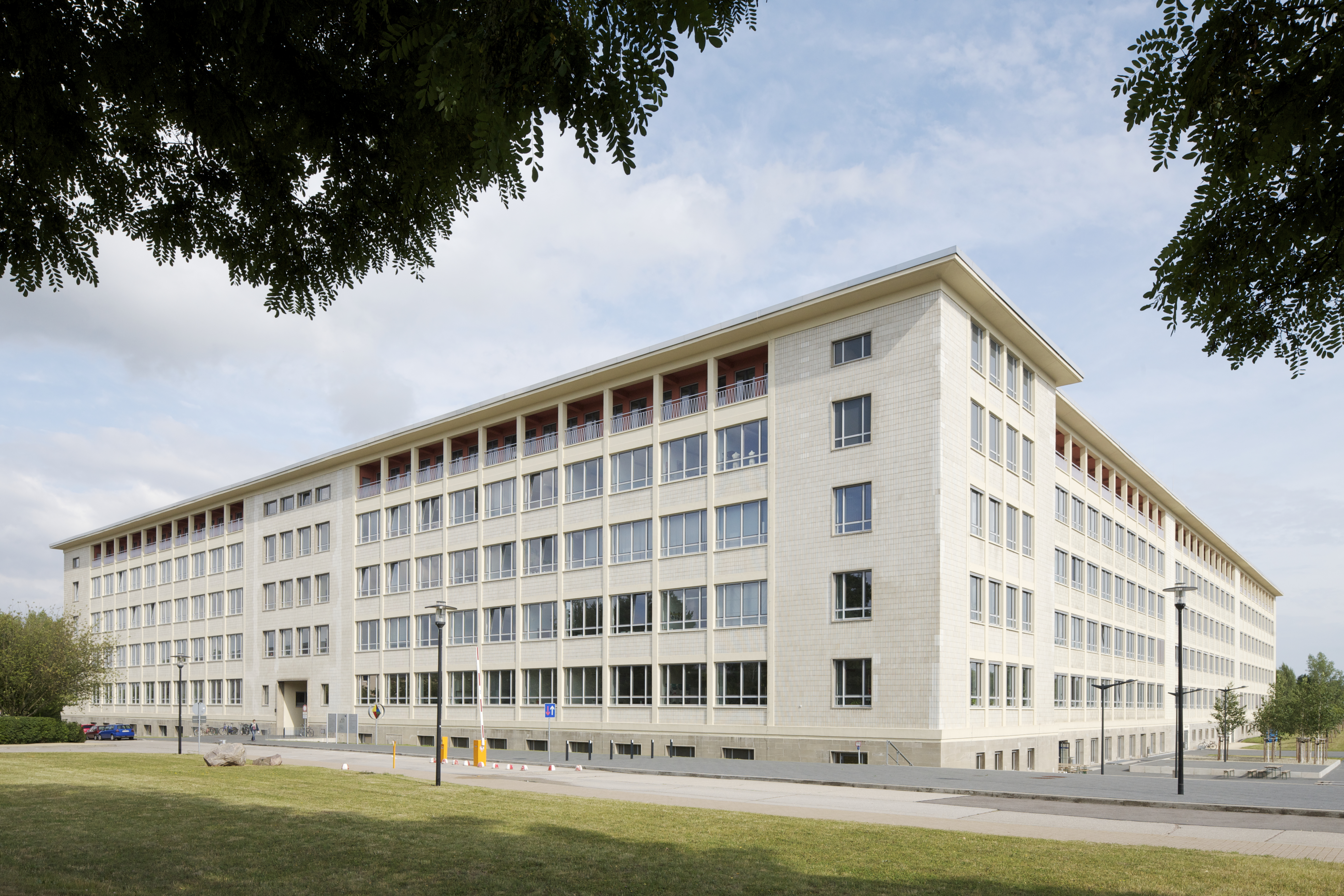
Hochschule Merseburg – Hauptgebäude auf dem Campus

Die Hochschultätigkeit von Lohöfener begann im Wintersemester 1995/96 im Fachbereich Elektrotechnik an der Fachhochschule Merseburg mit der Übernahme eines Lehrauftrages zur „Prozessmodellierung“. Im Sommersemester 1998 schloss sich ein Lehrauftrag „Mechatronische Systeme“ im Fachbereich Maschinenbau an. Zum Wintersemester 2001 wurde Lohöfener als Professor  für das Lehr- und Forschungsgebiet „Mechatronische Systeme“ im Fachbereich Ingenieur- und Naturwissenschaften (INW) der Hochschule Merseburg berufen (Rektor: Heinz Zwanziger).
Seine Lehrgebiete für das Direktstudium und seine Lehrbereiche für die Weiterbildung umfassen:
- Mechatronische Systeme I
- Praktikum Simulink
- Mechatronische Systeme II
- Mechatronische Systeme (Master-Ausbildung)
- Modellgestützte Entwicklung
- Projektarbeit Modellgestützte Entwicklung
- Hands-On Workshop: Open Source Software Tools für Ingenieure (Weiterbildung).

In seinem Fachbereich Ingenieur- und Naturwissenschaften (INW) wurde er 2009 als Dekan gewählt, und er übte dieses Amt bis 2016 aus während des Rektorats von Heinz Zwanziger und Jörg Kirbs. Seit 2005 ist er Mitglied im Fachbereichsrat INW und seit 2009 Mitglied des Senats der Hochschule Merseburg. Er setzte sich mit Erfolg dafür ein, dass seine Hochschule Mitglied des Akkreditierungs-, Certifizierungs- und Qualitätssicherungs-Instituts ACQUIN e. V. sowie akademisches Mitglied im OSADL Open Source Automation Development Lab e. G. wurde.
Lohöfener wurde auch international als Gastprofessor eingeladen:
- Guest Lecture an der PU Philadelphia University und GJU German-Jordanian University Amman, Jordanien (2014): „Model Based Design of Mechatronic Systems.“
- Guest Lectures an der Technischen Universität Brünn, CZ (jährlich): „Model Based Design of Mechatronic Systems.“

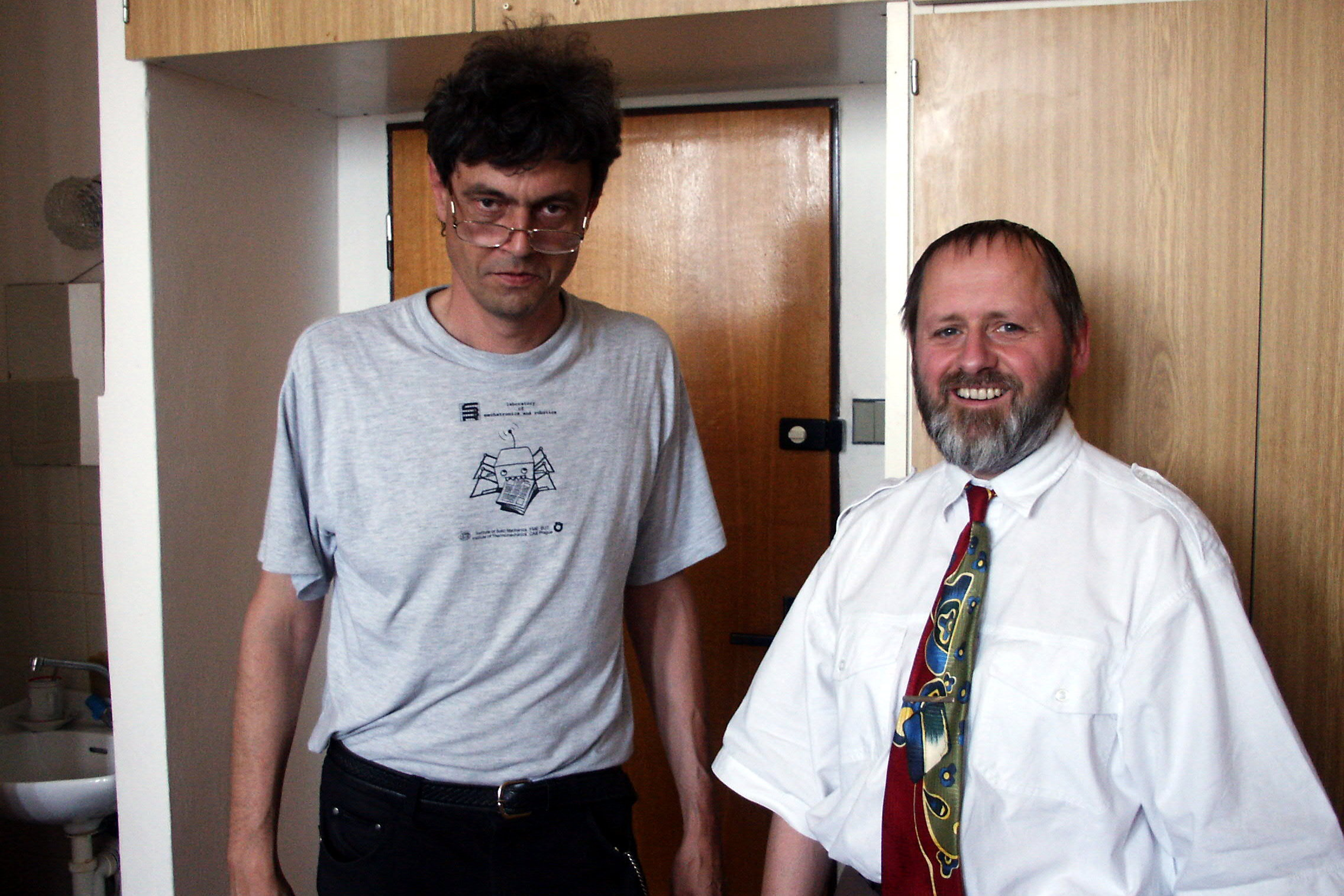
Start einer langjährigen Kooperation mit der TU Brünn, Fakultät Maschinenbau im Juli 2004, Tomáš Březina, Manfred Lohöfener (v.l.)

Die Forschungen von Lohöfener beziehen sich schwerpunktmäßig auf die Gebiete:
- Einsatz von Open-Source-Werkzeugen beim Entwurf mechatronischer Systeme
- Konzepte für mechatronische Steuerungen
- Open-Source-Software für Modellierung und für Embedded Steuerungen.

Lohöfener beteiligt sich an Akkreditierungen als Gutachter des Akkreditierungsinstituts ACQUIN auf dem Gebiet der Mechatronik. Darüber hinaus ist er Mitglied in Programmkomitees internationaler Konferenzen, u. a. der jährlich stattfindenden International Conference on Research and Education in Mechatronics REM.

## Mitgliedschaften (Auswahl)
Manfred Lohöfener engagiert sich in der Hochschulpolitik und ist Gründungsmitglied der Deutschen Gesellschaft für Mechatronik e. V. im Jahr 2004 sowie des Fachbereichstags Mechatronik im Jahr 2007. Seit seiner Gründung ist er auch Mitglied im Vorstand des Fachbereichstages Mechatronik.

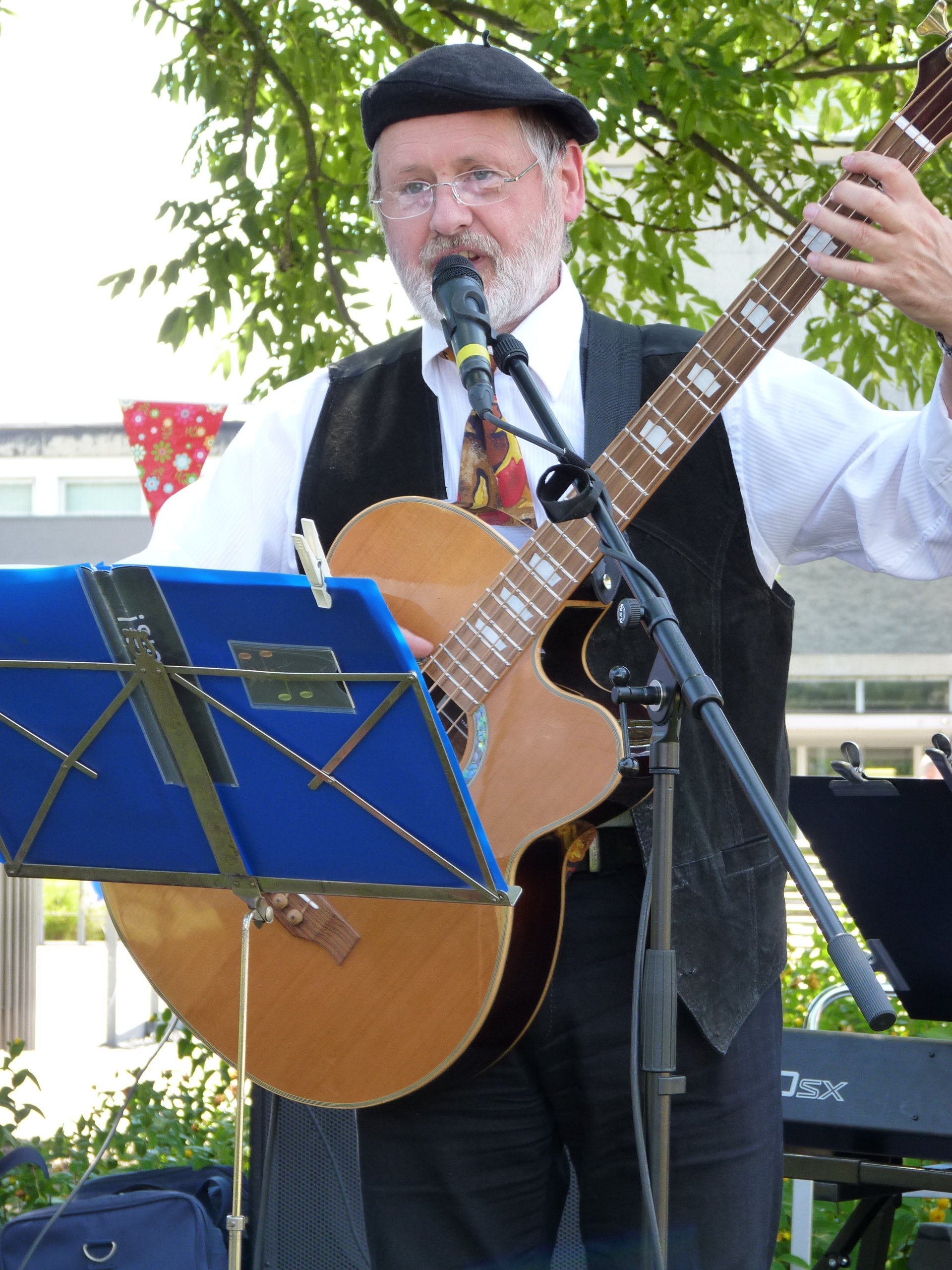
Lohöfener mit der Band „Die Profs!“ beim Campusfest der Hochschule Merseburg; 2016

Seit 1983 ist Lohöfener Mitglied im Verein Deutscher Ingenieure (VDI) bzw. der DDR-Vorläuferorganisation Kammer der Technik (KdT) und seit 2003 Mitglied im Richtlinienausschuss VDI/VDE-Gesellschaft Mess- und Automatisierungstechnik,  Fachausschuss FA 4.15 Mechatronik. Im Leipziger Bezirksverein des VDI ist er langjähriges Mitglied in der Jury für den Förderpreis des Bezirksvereins.
Darüber hinaus ist er im Kirchenbezirk Leipzig aktiv. Von 1996 bis 2008 war er Vorsitzender des Kirchenvorstandes der Ev.-luth. Andreaskirchgemeinde Leipzig und anschließend bis 2015 Mitglied der Kirchenbezirkssynode Leipzig und Mitglied im Kirchenbezirksvorstand Leipzig.
In seiner Freizeit spielt er Gitarre und Bass, insbesondere auch bei Veranstaltungen seiner Hochschule und bei verschiedenen Gelegenheiten in seiner Heimatstadt Leipzig.

## Publikationen (Auswahl)
- Simulation of Discrete Systems and Control Circuits with Spreadsheet in Education in Mechatronics. Proceedings 3rd International Workshop on Research and Education in Mechatronics, September 26 and 27, 2002, Technical University of Denmark, Lyngby, DK.
- Experience with the Use of Linux on a Desktop PC and in Embedded Systems. Proceedings 5th International Workshop on Research and Education in Mechatronics, 1st – 2nd October 2004, Silesian University of Technology, Kielce-Cedzyna, Poland.
- Werkzeugkasten des Mechatronikers. 1. Merseburger Workshop Mechatronik, 13. Januar 2005, Hochschule Merseburg 2005.
- Mechatronik – was ist das und wo wird sie eingesetzt. VDI Hallescher Bezirksverein – Vortrag des Monats, Halle (Saale), 10. Februar 2005.
- Mechatronische Komponenten in der Automatisierungstechnik. 3. Tag der Automation und Robotik „Mechatronik in der Automatisierungstechnik“, ARIC e. V. – Automation Robot Innovation Center, Leipzig, 28. April 2005.
- Design of Mechatronic Systems and Benefit of Open Source Software Tools. Proceedings 9th International Workshop on Research and Education in Mechatronics, September 18th – 19th 2008, Bergamo, Italy.
- Real-Time Models with Open Source Software Tools. Proceedings 10th International Workshop on Research and Education in Mechatronics, September 10th – 11th 2009, Glasgow, UK.
- T. Březina, M. Lohöfener: Experience with International Students’ Project Work in Model Based Design. Proceedings 12th International Workshop on Research and Education in Mechatronics, September 15th – 16th 2011, Kocaeli, TY.
- Open Source and Model-Based Design. Proceedings OSADL Networking Day 2012, 27. Juni 2012, Stuttgart 2012.
- Model-Based Design of Mechatronic Systems with Open Source Software. Proceedings to the 14th International Workshop on Research and Education in Mechatronics REM 2013, 05.06.–06.06.2013, Wien, ISBN 978-3-902759-07-8.